# Удмурт-Сюгаїл
Удму́рт-Сюгаї́л (Удмуртський Сюгаїл; рос. Удмурт-Сюгаил) — присілок в Можгинському районі Удмуртії, Росія.
Урбаноніми:
- вулиці — Бузкова, Зарічна, Мокеєва, Молодіжна, Паркова, Сонячна, Соснова

## Населення
Населення — 461 особа (2010; 403 в 2002).
Національний склад станом на 2002 рік:
- удмурти — 53 %
- росіяни — 43 %